# Glaucocharis fehrei
Glaucocharis fehrei là một loài bướm đêm trong họ Crambidae.